# Siegbert Horn
Siegbert Horn (n. 11 mai 1950, Hartmannsdorf, Saxonia, Germania – d. 9 august 2016, Elsterwerda, Brandenburg, Germania) a fost un caiacist ce a reprezentat Germania, medaliat olimpic. A participat la o ediție a Jocurilor Olimpice (1972) în care a câștigat o medalie de aur.

## Participări
Lista de mai jos prezintă principalele competiții la care a participat Siegbert Horn de-a lungul carierei.
- canoeing at the 1972 Summer Olympics – men's slalom K-1[*]